# Mi divina pobreza
Mi divina pobreza es una película en blanco y negro de Argentina dirigida por Alberto D'Aversa y estrenada el 12 de junio de 1951. Se basa en la obra de teatro homónima, ganadora del Premio Municipal de Literatura de Santiago 1947, de Enrique Rodríguez Johnson y el guion es de este último, el director y Tulio Carella, quien también colaboró en la dirección de diálogos. El filme tuvo como protagonistas a Elina Colomer, Armando Bó y Rafael Frontaura.  

## Sinopsis
Un millonario se suicida dejando su fortuna a un joven –y pobre- rival y luego, como fantasma, le enseñará la verdadera importancia del dinero.

## Reparto
- Elina Colomer
- Armando Bó
- Rafael Frontaura
- Julián Bourges
- María Esther Corán
- Juan Carlos Prevende
- Carlos Barbetti
- Raúl Roa
- Manuel Alcón
- José Guisone
- Cristina Berys

## Comentarios
Calki opinó sobre la película:

”Un film de asunto entretenido y feliz.”

 en tanto Críticadijo:

”Una farsa de trasmundo…El tema se abre con una situación amarga y cruel de  una intensidad tragigrotesca inusitada cuya vibración humana está dada por la misma insolencia del protagonista. Pero de la  altura prevista a través de esas escenas, se desciende hasta un relato desarticulado, confuso, desvaído, en el que los personajes evolucionan caprichosamente.”